# Spilosoma sabulosa
Spilosoma sabulosa là một loài bướm đêm thuộc phân họ Arctiinae, họ Erebidae.